# A Royal Society elnökeinek listája
A Royal Society elnökét öt évre választják meg.

## Az elnökök
- 1660–1662: Robert Moray
- 1662–1677: William Brouncker
- 1677–1680: Joseph Williamson
- 1680–1682: Christopher Wren
- 1682–1683: John Hoskyns
- 1683–1684: Cyril Wyche
- 1684–1686: Samuel Pepys
- 1686–1689: John Vaughan
- 1689–1690: Thomas Herbert
- 1690–1695: Robert Southwell
- 1695–1698: Charles Montagu
- 1698–1703: John Somers
- 1703–1727: Isaac Newton
- 1727–1741: Hans Sloane
- 1741–1752: Martin Folkes
- 1752–1764: George Parker
- 1764–1768: James Douglas
- 1768–1768: James Burrow
- 1768–1772: James West
- 1772–1772: James Burrow
- 1772–1778: John Pringle
- 1778–1820: Joseph Banks
- 1820–1820: William Hyde Wollaston
- 1820–1827: Humphry Davy
- 1827–1830: Davies Gilbert
- 1830–1838: Prince Augustus Frederick
- 1838–1848: Spencer Compton
- 1848–1854: William Parsons
- 1854–1858: John Wrottesley
- 1858–1861: Benjamin Collins Brodie
- 1861–1871: Edward Sabine
- 1871–1873: George Biddell Airy
- 1873–1878: Joseph Dalton Hooker
- 1878–1883: William Spottiswoode
- 1883–1885: Thomas Henry Huxley
- 1885–1890: George Gabriel Stokes
- 1890–1895: William Thomson
- 1895–1900: Joseph Lister
- 1900–1905: William Huggins
- 1905–1908: John William Strutt
- 1908–1913: Archibald Geikie
- 1913–1915: William Crookes
- 1915–1920: Joseph John Thomson
- 1920–1925: Charles Scott Sherrington
- 1925–1930: Ernest Rutherford
- 1930–1935: Frederick Hopkins
- 1935–1940: William Henry Bragg
- 1940–1945: Henry Hallett Dale
- 1945–1950: Robert Robinson
- 1950–1955: Edgar Douglas Adrian
- 1955–1960: Cyril Norman Hinshelwood
- 1960–1965: Howard Florey
- 1965–1970: Patrick Blackett
- 1970–1975: Alan Lloyd Hodgkin
- 1975–1980: Alexander Todd
- 1980–1985: Andrew Huxley
- 1985–1990: George Porter
- 1990–1995: Michael Atiyah
- 1995–2000: Aaron Klug
- 2000–2005: Bob May
- 2005–2010: Martin Rees
- 2010–2015: Paul Nurse
- 2015-: Venkatráman Rámakrisnan